# Sint-Laureins

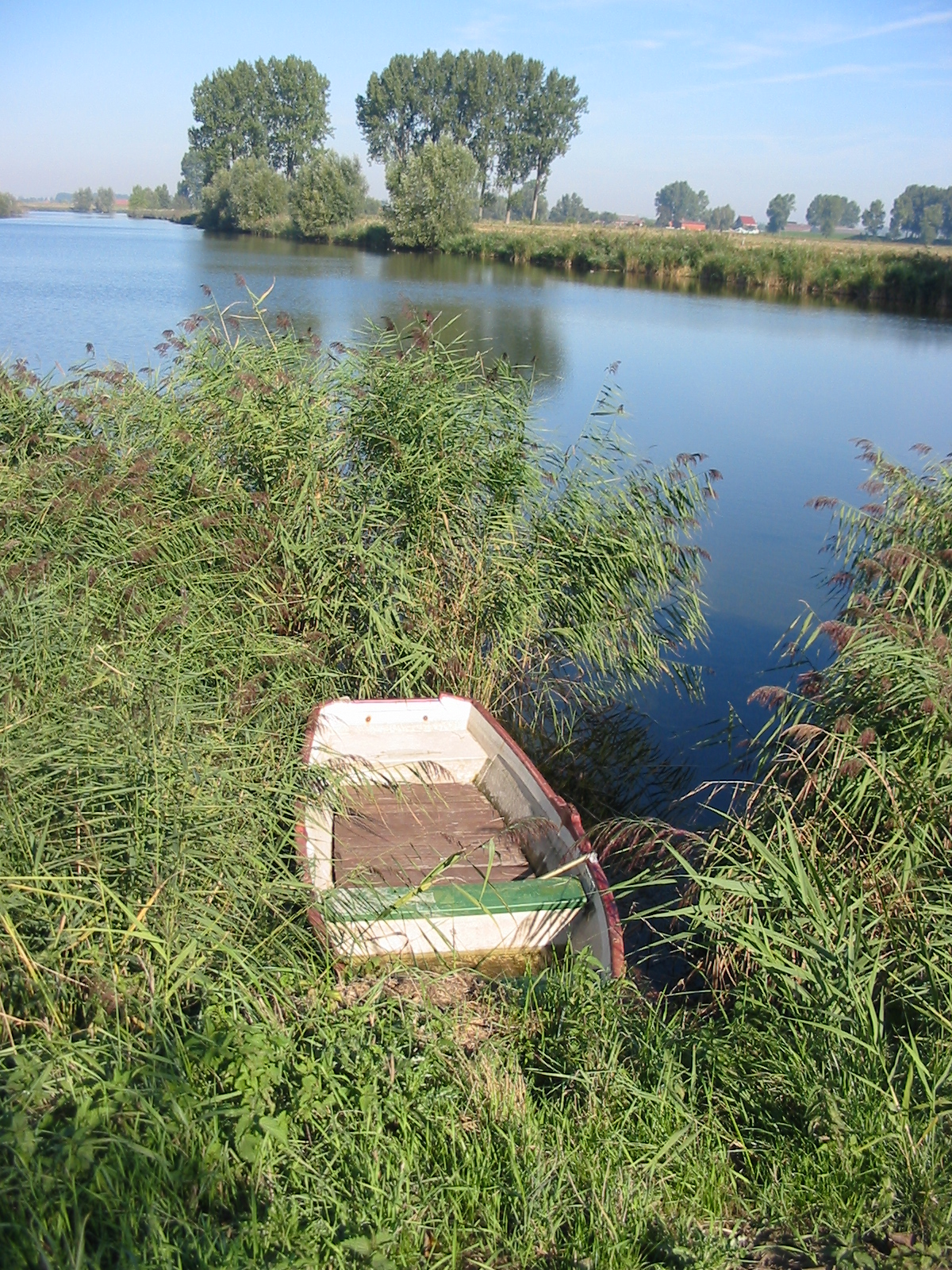
Boerekreek là một trong những hồ ở Sint-Laureins

Sint-Laureins là một đô thị tọa lạc trong tỉnh Oost-Vlaanderen, ở Bỉ. Đô thị này bao gồm các thị xã Sint-Jan-in-Eremo, Sint-Laureins, Sint-Margriete, Waterland-Oudeman và Watervliet. Tại thời điểm ngày 1 tháng 1 năm  2011 Sint-Laureins có tổng dân số 6.535 người. Tổng diện tích là 74,50 km² với mật độ dân số là 88 người trên mỗi km².
Nhà thờ Đức Bà Watervliet, được xây dựng vào thế kỷ 16.